# رینالدو گالیندو پل
رینالدو گالیندو پل (اسپانیایی: Reynaldo Galindo Pohl‎؛ زادهٔ ۲۱ اکتبر ۱۹۱۸، سُـنسُـناته – مرگ ۴ ژانویه ۲۰۱۲، سان سالوادور)؛ وکیل، حقوقدان و دیپلمات اهل السالوادور بود. وی در جنبشی که در سال ۱۹۴۸ میلادی منجر به براندازی سالوادور کاستاندا کاسترو شد، فعالانه شرکت داشت. گالیندو پل عضو حزب دولت انقلابی السالوادور بود و هم‌چنین ریاست کمیتهٔ تدوین قانون اساسی آن کشور را در ۱۹۵۰ میلادی بر عهده داشت. او در نیمهٔ نخست دههٔ ۱۹۵۰ میلادی، وزیر آموزش و پروش السالوادور بود و بعد از آن و در دههٔ ۱۹۶۰ میلادی، در سازمان ملل متحد آغاز به کار کرد.
گالیندو پل بین سال‌های ۱۹۸۶ تا ۱۹۹۵ میلادی گزارشگر ویژه حقوق بشر در ایران بود. او پس‌از آندرس آگوئیلار (۶–۱۹۸۴ میلادی) و قبل‌از موریس دنبی کاپیتورن (۲۰۰۲–۱۹۹۵میلادی) عهده‌دار این مسئولیت بود.

## کتاب‌ها
- شابک، دبلیو (۲۰۰۲). الغای مجازات اعدام در حقوق بین‌الملل. انتشارات دانشگاه کمبریج. شابک ۹۷۸۰۵۲۱۸۹۳۴۴۲. بازیابی شده در ۲۰۱۴-۰۳-۱۵.
- دی گریف، پی. مایر -ریک، آ. (۲۰۰۷). عدالت به عنوان پیشگیری: بررسی کارمندان عمومی در جوامع در حال گذار. مجموعه کتاب‌های کلمبیا / SSRC. شورای تحقیقات علوم اجتماعی. شابک ۹۷۸۰۹۷۹۰۷۷۲۱۰. بازیابی شده در ۲۰۱۴-۰۳-۱۵.